# Okka Disk
Okka Disk ist ein US-amerikanisches Musiklabel für Jazz- und Improvisationsmusik.
Das Label wurde von Bruno Johnson zunächst als kurzlebiges Rocklabel gegründet, bevor es Johnson ab Mitte der 1990er-Jahre auf Jazz und improvisierte Musik in Chicago ausrichtete. Erste Veröffentlichungen waren nun ein Mitschnitt des Duos Fred Anderson/Steve McCall aus dem Jahr 1980 (Vintage Duets) und Caffeine, ein Trio um Ken Vandermark. Es folgten Alben mit Aufnahmen von Marilyn Crispell, Hamid Drake, Peter Brötzmann, Mats Gustafsson, Michael Zerang, Barry Guy, Paul Lovens, Joe McPhee, Kent Kessler, Evan Parker, Anthony Braxton, Georg Gräwe, Jeb Bishop (In Our Times, 2002), Jim Baker und Dave Rempis/Nate McBride/Tim Daisy.
Ab 2009 veranstaltete das Label in Milwaukee, wohin Johnson 2004 gezogen war, das Okka Fest (2014 mit Auftritten von außer einigen Genannten Agustí Fernández, Joe Morris, Paal Nilssen-Love, Mars Williams und Nate Wooley).